# Madonna (Munch)
Madonna là tiêu đề thông thường được đặt cho một số phiên bản sáng tác của họa sĩ Na Uy người theo chủ nghĩa biểu hiện Edvard Munch để lộ bộ ngực trần hình phụ nữ có chiều dài bằng một nửa được tạo ra từ năm 1892 đến 1895 bằng cách sử dụng sơn dầu trên canvas. Anh ấy cũng sản xuất các phiên bản trong mẫu in.
Phiên bản thuộc sở hữu của Bảo tàng Munch của Oslo đã bị đánh cắp vào năm 2004 nhưng đã được phục hồi hai năm sau đó. Hai phiên bản khác thuộc sở hữu của Phòng trưng bày Quốc gia Na Uy và Kunsthalle Hamburg. Một chiếc khác thuộc sở hữu của doanh nhân Nelson Blitz, và một chiếc được mua vào năm 1999 bởi Steven A. Cohen.
Bản in thạch bản của bố cục được phân biệt bằng một đường viền trang trí mô tả tinh trùng đang quằn quại, với hình giống bào thai ở góc dưới cùng bên trái. Phiên bản năm 1893 của bức tranh có một khung với trang trí tương tự, nhưng sau đó nó đã bị gỡ bỏ và thất lạc. Bản in cũng tồn tại trong một số phiên bản khác nhau.

## Tiêu đề
Mặc dù nó là một hình ảnh đại diện rất khác thường, nhưng bức tranh này có thể là của Đức mẹ đồng trinh Mary. Liệu bức tranh có mục đích cụ thể là đại diện cho Mary hay không vẫn còn bị tranh cãi. Munch đã sử dụng nhiều hơn một danh hiệu, bao gồm cả Loving Woman và Madonna. Munch không nổi tiếng về các tác phẩm nghệ thuật tôn giáo và không được biết đến như một Cơ đốc nhân. Tuy nhiên, mối quan hệ thân thiết với Mary cũng có thể được dự định, như một sự nhấn mạnh vào vẻ đẹp và sự hoàn hảo của bạn anh ấy Dagny Juel-Przybyszewska, hình mẫu cho tác phẩm và thể hiện sự tôn thờ của anh ấy đối với cô ấy như một hình mẫu phụ nữ lý tưởng. .

### Nơi ra đời và nội dung bức trang
Vào tháng 12 năm 1893, Unter den Linden ở Berlin là nơi diễn ra một cuộc triển lãm các tác phẩm của Munch, trưng bày, cùng với các tác phẩm khác, sáu bức tranh có tựa đề Study for a Series: Love. Điều này bắt đầu một chu kỳ mà sau này ông gọi là bài Frieze of Life—A Poem about Life, Love and Death. Các họa tiết Frieze of Life, chẳng hạn như The Storm và Moonlight, tràn ngập bầu không khí. Các mô-típ khác làm sáng tỏ khía cạnh ban đêm của tình yêu, chẳng hạn như Hoa hồng và Amelie và Ma cà rồng. Trong Death in the Sickroom, chủ đề là cái chết của em gái anh, Sophie, mà anh đã làm lại trong nhiều biến thể sau này. Trọng tâm kịch tính của bức tranh, miêu tả toàn bộ gia đình anh, bị phân tán trong những hình ảnh đau khổ riêng biệt và rời rạc. Năm 1894, ông mở rộng phạm vi họa tiết bằng cách thêm Lo lắng, Tàn tro, Madonna và Phụ nữ trong ba giai đoạn (từ sự ngây thơ đến tuổi già).
Vào khoảng đầu thế kỷ 20, Munch đã làm việc để hoàn thành bức "Frieze". Anh ấy đã vẽ một số bức tranh, một số bức tranh ở định dạng lớn hơn và ở một mức độ nào đó mang tính thẩm mỹ Art Nouveau thời bấy giờ. Ông đã làm một khung gỗ với các bức phù điêu chạm khắc cho bức tranh lớn Metabolism (1898), ban đầu có tên là Adam và Eve. Tác phẩm này tiết lộ mối bận tâm của Munch về "sự sa ngã của con người" và triết lý bi quan về tình yêu của ông. Các mô-típ như The Empty Cross và Golgotha (cả k. 1900) phản ánh định hướng siêu hình và cũng phản ánh quá trình nuôi dạy theo chủ nghĩa duy tâm của Munch. Toàn bộ Frieze được trưng bày lần đầu tiên tại triển lãm ly khai ở Berlin năm 1902.

## Diễn giải

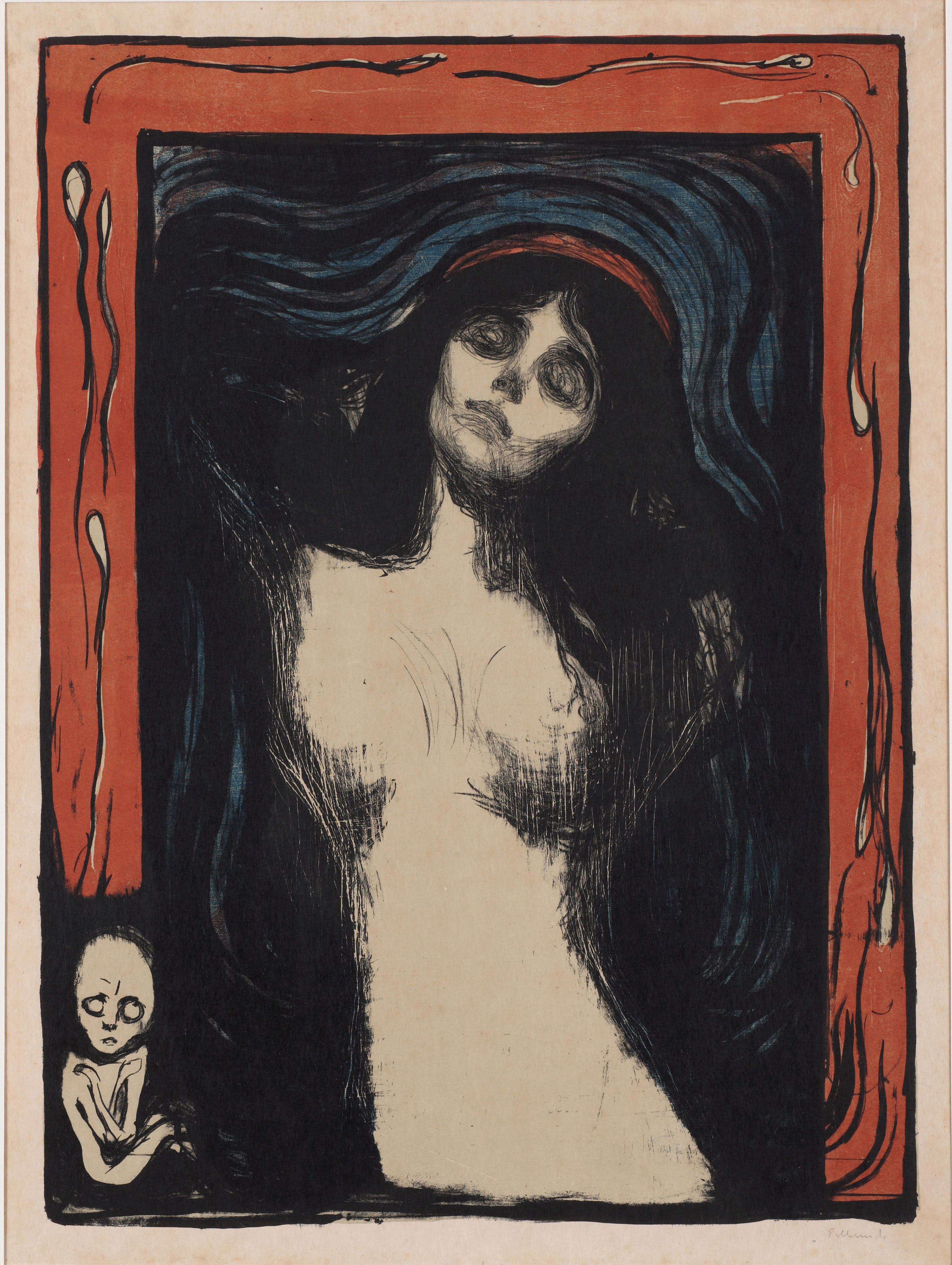
Bản in thạch bản màu từ Bảo tàng Nghệ thuật Ohara. 1895–1902. 60,5 cm × 44,4 cm (23,8 in × 17,5 in)

Werner Hofmann gợi ý rằng bức tranh là một "bức tranh tôn sùng kỳ lạ tôn vinh tình yêu suy đồi. Sự sùng bái người phụ nữ mạnh mẽ khiến người đàn ông phải khuất phục mang lại cho hình tượng người phụ nữ những tỷ lệ hoành tráng, nhưng nó cũng khiến một con quỷ của cô ấy." Sigrun Rafter, một nhà sử học nghệ thuật tại Phòng trưng bày Quốc gia Oslo gợi ý rằng Munch có ý định đại diện cho người phụ nữ trong hành động giao hợp tạo nên sự sống, với sự tôn nghiêm và gợi cảm của sự kết hợp mà Munch đã nắm bắt được. Vầng hào quang vàng thường thấy của Đức Mẹ đã được thay thế bằng vầng hào quang đỏ tượng trưng cho tính hai mặt của tình yêu và nỗi đau. Góc nhìn của người xem là của người đàn ông đang làm tình với cô ấy. Ngay cả trong tư thế khác thường này, cô ấy là hiện thân của một số yếu tố chính trong các hình ảnh đại diện kinh điển về Đức Trinh Nữ: cô ấy có một sự trầm lặng và một sự tự tin điềm tĩnh về mình. Đôi mắt cô ấy nhắm nghiền, thể hiện sự khiêm tốn, nhưng cô ấy đồng thời được thắp sáng từ trên cao; Trên thực tế, người ta có thể nhìn thấy cơ thể của cô ấy đang xoay người ra khỏi ánh sáng để ít bắt được ánh sáng hơn, ngay cả khi cô ấy đối diện với nó bằng mắt. Những yếu tố này gợi ý các khía cạnh của các đại diện thông thường của Truyền tin. Robert Melville nói rằng hình ảnh miêu tả "sự ngây ngất và đau đớn trong hành động của tình yêu". Nhận xét về phiên bản in thạch bản, ông nói rằng "đường viền trang trí [là] bao gồm các tinh trùng kéo theo những sợi dài ngoằn ngoèo uốn khúc quanh ba mặt của hình ảnh và kết thúc bằng một mặt dây chuyền giống như bào thai." Nhà phê bình nữ quyền Carol Duncan có xu hướng giải thích nhân vật này là femme fatale,
| “ | Munch's Madonna (1893-94), một người phụ nữ xuất sắc, gợi ý trực quan về hình ảnh nạn nhân hóa. Các cử chỉ đầu hàng quen thuộc (tay sau đầu) và bị giam cầm (tay sau lưng, như thể bị trói) rõ ràng nếu được nói một cách nhẹ nhàng. Những cử chỉ này có một lịch sử lâu đời trong nghệ thuật phương Tây.... Munch đã sử dụng nó trong tác phẩm Madonna của mình để giảm bớt sự khẳng định của ông về quyền lực phụ nữ; cử chỉ thất bại kiểm tra một cách tinh vi thế lực đen tối, chế ngự của Người phụ nữ. Tương tự như vậy cũng có thể được nhìn thấy trong mối quan hệ không gian giữa nhân vật và người xem: người phụ nữ có thể được đọc như đứng thẳng trước mặt anh ta hoặc nằm bên dưới anh ta. | ” |

Các nhà phê bình khác cũng coi chân dung người phụ nữ là nghịch lý ngầm. Theo Peter Day, đó là một nhân vật có khả năng là ma cà rồng.
| “ | Mô tả ngược về người mẹ đồng trinh này là một nghiên cứu về nhục cảm được thể hiện qua hình ảnh về cái chết và sự thối nát. Ham muốn của đàn ông được chuyển hóa theo đúng nghĩa đen thành tinh trùng nhấp nhô đóng khung bức tranh, và tình dục hưng phấn, ngây ngất của người phụ nữ khỏa thân được mô tả bằng những nét vẽ ngoằn ngoèo. Đôi mắt nhắm nghiền của cô ấy, giống như Beata Beatrix, tạo khoảng cách và tách chủ thể của bức tranh khỏi người xem; người phụ nữ này là bất khả xâm phạm, say sưa với sự gợi cảm tự động khép kín của mình. Homunculus, hay bào thai ở góc bên trái, thu mình lại trước sự tự chủ và sung mãn tối cao của phụ nữ. | ” |

Day xác định "sự phân đôi" giữa hình ảnh ám ảnh về người mẹ quái dị và tính chủ quan, tự mãn của phụ nữ.

## Chất liệu sơn
Bức tranh trong Bảo tàng Munch ở Oslo đã được các nhà khoa học Anh và Na Uy điều tra. Họ có thể xác định các sắc tố sau: vàng crôm, xanh Phổ, vàng son, đen than, nhân tạo ultramarine và vermilion.

## Phát triển
Phiên bản tại Bảo tàng Quốc gia Na Uy có một số dòng gợi ý rằng đã có một underdrawing được sơn quá mức. Có những bản phác thảo cho thấy Munch đang thử các tư thế. Nhà bảo tồn Thierry Ford và nhiếp ảnh gia Børre Høstland tại Bảo tàng đã sử dụng phản xạ hồng ngoại để hiển thị các lớp bên dưới bề mặt bức tranh. Bản vẽ dưới cho thấy Munch ban đầu có cánh tay của đối tượng buông thõng xuống như trong một bức chân dung thông thường. Sự hiện diện của các bản vẽ dưới cho thấy bức tranh của Bảo tàng Quốc gia là bức đầu tiên. Bức tranh đã được nghiên cứu và bảo tồn trước khi được trưng bày trong Phòng Munch của một tòa nhà NM mới, khai trương ở Oslo vào tháng 6 năm 2022. 

## Trộm cắp
Vào ngày 29 tháng 3 năm 1990, một phiên bản của Madonna và ba tác phẩm nghệ thuật khác đã bị đánh cắp khỏi Phòng trưng bày Kunsthuset AS ở Oslo. Vào ngày 22 tháng 6 năm 1990, cảnh sát đã tìm thấy ba trong số các tác phẩm nghệ thuật tại một ngôi nhà riêng ở Drammen, Na Uy. Chiếc thứ tư đã được đặt vào ngày hôm trước tại một ngôi nhà riêng ở Sande gần đó. Trong phiên tòa các phiên tòa, Ole Christian Bach bị nghi ngờ đã tổ chức cả vụ trộm và xử lý. Tháng 9 năm 1992, Bach bị kết án 7 tháng tù giam vì tội xử lý đồ ăn cắp.
Vào Chủ nhật, ngày 22 tháng 8 năm 2004, các phiên bản Madonna và The Scream của Bảo tàng Munch đã bị đánh cắp bởi những người đàn ông đeo mặt nạ cầm súng. Những tên trộm buộc những người bảo vệ bảo tàng nằm xuống sàn trong khi chúng giật dây cáp buộc các bức tranh vào tường và tẩu thoát trong một chiếc Audi A6 station wagon màu đen, mà cảnh sát sau đó đã tìm thấy bị bỏ rơi.
Cả hai bức tranh đã được Cảnh sát Oslo thu hồi vào ngày 31 tháng 8 năm 2006. Ngày hôm sau, Ingebjørg Ydstie, giám đốc Bảo tàng Munch, cho biết tình trạng của các bức tranh tốt hơn nhiều so với dự kiến và thiệt hại, bao gồm cả một lỗ thủng 2,5 cm trên Madonna, có thể được sửa chữa.
Năm 2008 Indemitsu Petroleum Norge AS đã cam kết tài trợ 4 triệu Krone Na Uy cho việc bảo tồn, nghiên cứu và giới thiệu Madonna và The Scream.

## Độ nổi bật
Năm 2010, phiên bản in màu thủ công được bán với giá 1,25 triệu bảng Anh bởi Bonhams, London, trở thành bản in đắt nhất từng được bán ở Anh.
Vào ngày 15 tháng 2 năm 2013, bốn con tem bưu chính của Na Uy đã được xuất bản bởi Posten Norge, tái tạo các hình ảnh từ tác phẩm nghệ thuật của Munch để kỷ niệm 150 năm ngày sinh của ông. Cận cảnh đầu của Madonna từ một trong những phiên bản in thạch bản đã được sử dụng để thiết kế con tem 17 krone Na Uy.

### Phong cách và hình tượng bức tranh
Các chủ đề "The Frieze of Life" tái hiện xuyên suốt tác phẩm của Munch nhưng ông đặc biệt tập trung vào chúng vào giữa những năm 1890. Trong các bản phác thảo, tranh vẽ, phấn màu và bản in, anh ấy khai thác chiều sâu cảm xúc của mình để xem xét các mô típ chính của mình: các giai đoạn của cuộc đời, người phụ nữ béo, sự vô vọng của tình yêu, sự lo lắng, sự không chung thủy, sự ghen tuông, sự sỉ nhục về tình dục và sự chia ly trong cuộc sống. cái chết. Những chủ đề này được thể hiện trong các bức tranh như The Sick Child (1885), Tình yêu và Nỗi đau (tựa đề là Ma cà rồng; 1893–94), Tro tàn (1894) và Cây cầu. Cái sau cho thấy những hình dáng khập khiễng với những khuôn mặt không có gì đặc biệt hoặc bị che khuất, trên đó thấp thoáng những hình thù đe dọa của những cái cây nặng trĩu và những ngôi nhà đang ấp trứng. Munch miêu tả phụ nữ hoặc là những người yếu đuối, vô tội (xem Tuổi dậy thì và Tình yêu và Nỗi đau) hoặc là nguyên nhân của khao khát, ghen tuông và tuyệt vọng (xem  Tách biệt, Ghen tuông, và Tro tàn).
Munch thường sử dụng bóng và vòng màu xung quanh các nhân vật của mình để nhấn mạnh bầu không khí sợ hãi, đe dọa, lo lắng hoặc cường độ tình dục. Những bức tranh này đã được được hiểu là sự phản ánh những lo lắng về tình dục của nghệ sĩ, mặc dù cũng có thể lập luận rằng chúng đại diện cho mối quan hệ sóng gió của anh ấy với chính tình yêu và sự bi quan chung của anh ấy về sự tồn tại của con người. Nhiều bản phác thảo và tranh vẽ trong số này đã được thực hiện thành nhiều phiên bản, chẳng hạn như Madonna, Hands và Puberty, đồng thời cũng được phiên âm thành bản khắc gỗ và bản in thạch bản. Munch ghét phải chia tay với những bức tranh của mình vì ông coi tác phẩm của mình như một thể hiện duy nhất. Vì vậy, để tận dụng sản phẩm của mình và kiếm một số thu nhập, anh ấy đã chuyển sang nghệ thuật đồ họa để tái tạo nhiều bức tranh của mình, bao gồm cả những bức trong bộ này. Munch thừa nhận các mục tiêu cá nhân trong tác phẩm của mình nhưng ông cũng cống hiến nghệ thuật của mình cho một mục đích rộng lớn hơn, "Nghệ thuật của tôi thực sự là một lời thú nhận tự nguyện và một nỗ lực để giải thích cho bản thân tôi về mối quan hệ của tôi với cuộc sống—do đó, nó thực sự là một loại của chủ nghĩa vị kỷ, nhưng tôi không ngừng hy vọng rằng thông qua điều này, tôi có thể giúp những người khác đạt được sự rõ ràng."

### Khó khăn
Trong khi thu hút nhiều phản ứng tiêu cực, vào những năm 1890, Munch bắt đầu nhận được một số hiểu biết về các mục tiêu nghệ thuật của mình, như một nhà phê bình đã viết, "Với sự khinh miệt tàn nhẫn đối với hình thức, sự rõ ràng, sự sang trọng, tính toàn vẹn và chủ nghĩa hiện thực, ông ấy vẽ bằng sức mạnh trực giác của tài năng nhiều nhất tầm nhìn tinh tế của tâm hồn." Một trong những người ủng hộ tuyệt vời của ông ở Berlin là Walther Rathenau, sau này là Bộ trưởng Bộ ngoại giao người Đức, người đã đóng góp mạnh mẽ vào thành công của anh ấy.

### Tác giả
Edvard Munch (phát âm: [ˈmʉŋk]; 12 tháng 12 năm 1863 - 23 tháng 1 năm 1944) là một họa sĩ người Na Uy thuộc trường phái tượng trưng, một người làm nghề in đồng thời là một nghệ sĩ tiên phong trong trường phái biểu hiện. Ông một nghệ sĩ phức tạp nhưng không ngừng bận tâm với những vấn đề về sinh mạng của con người như bệnh tật; giải phóng tình dục và nguyện vọng tôn giáo. Ông đã thể hiện những ám ảnh này thông qua các tác phẩm có màu sắc mạnh mẽ; bán trừu tượng và chủ đề bí ẩn. 